# Curahlele
Curahlele is een bestuurslaag in het regentschap Jember van de provincie Oost-Java, Indonesië. Curahlele telt 6238 inwoners (volkstelling 2010).